# Яшельтау
Яшельтау (баш. Йәшелтау «Зелёная гора») — деревня в Ишимбайском районе Башкортостана, входит в состав Скворчихинского сельсовета.

## История
Поселение было основано в 1992 году как садоводческое товарищество салаватского предприятия Управление механизации № 5.
В соответствии с Федеральным законом от 18 декабря 1997 года № 152-ФЗ «О наименованиях географических объектов» Государственное Собрание — Курултай Республики Башкортостан постановило присвоить наименование Яшельтау географическому объекту — деревне, образованной в Скворчихинском сельсовете Ишимбайского района Республики Башкортостан.
В 2007 году решением совета муниципального района Ишимбайский район, из дачного некоммерческого товарищества «Яшел-Тау» была образована деревня.

## Население
На 2010 год имелось 15 дворов.
| 2010 |
| ---- |
| 9    |

## Географическое положение
Находится на правом берегу реки Белой, близ горы Зиргантау, возле города Салавата.